# معهد دايغو جيونغ بوك للعلوم والتكنولوجيا
معهد دايغو جيونغ بوك للعلوم والتكنولوجيا (DGIST) هي جامعة للعلوم والهندسة العامة في مدينة دايغو متروبوليتانفي كوريا الجنوبية. أسس المعهد كمعهد بحثي سنة 2004 بموجب قانون خاص لدعم العلماء والمهندسين لتعزيز القدرة التنافسية الوطنية للعلوم والتكنولوجيا، سنت الحكومة الكورية قانون رقم 6996 لمعهد دايغو جيونجبوك للعلوم والتكنولوجيا. في عام 2008، تم تعديل القانون لتوسيع دور المعهد إلى كل من البحث والتعليم، مما مكن في النهاية من الانتقال من معهد أبحاث إلى جامعة. 
يعد المعهد واحدا من بين أربعة معاهد حكومية (المعهد الكوري المتقدم للعلوم والتكنولوجيا، معهد أولسان الوطنية للعلوم والتكنولوجيا ومعهد غوانغجو للعلوم والتكنولوجيا) مخصصة للعلوم والتكنولوجيا في كوريا الجنوبية.